# 성동중학교
성동중학교(城東中學校)는 대한민국 부산광역시 남구 문현동에 있는 공립 중학교이다.

## 학교 연혁
- 1972년 6월 3일 : 성동중학교 30학급 설립인가
- 1973년 2월 28일 : 교사 신축(13교실)
- 1973년 3월 1일 : 초대 이병길 교장 취임
- 1975년 2월 20일 : 보통교실 10, 도서실 1, 과학실 1 증축
- 2006년 4월 26일 : 다목적 강당 「인화관」 개관
- 2006년 10월 18일 : 「인화도서관」 개관
- 2007년 3월 1일 : 교내자율장학 연구학교 운영
- 2009년 3월 1일 : ‘비폭력 대화를 중심으로’ 인성교육 연구학교 운영
- 2011년 3월 2일 : 창의․인성 선도학교 운영
- 2022년 10월 30일 : 학교 내 블렌디드교실(27개) 구축
- 2023년 3월 1일 : 제19대 백옥경 교장 취임
- 2024년 12월 3일 : 성동중 학습공원 「하랑원」 완공
- 2025년 2월 7일 : 제50회 졸업식(5학급 126명, 총 21,281명)
- 2025년 3월 4일 : 제53회 입학식(5학급 137명)

## 참고 자료
- 성동중학교 - 한국교육학술정보원 학교알리미